# Héctor Pérez-Redondo
Héctor Pérez-Redondo (nacido como Hector Octavio Pérez Remirez, el 14 de mayo de 1916 en Coatepec, Veracruz México) fue un médico pionero nacional mexicano. Es conocido por liderar el campo de la cirugía cardiotorácica en México.

## Reseña biográfica
Héctor Pérez-Redondo Ramírez fue un médico mexicano destacado, presidente de la Asociación Mexicana de Cirugía Cardiovascular
Pérez-Redondo fue el primer cirujano cardiovascular en cerrar una comunicación interauricular con éxito en el Instituto Mexicano del Seguro Social (IMSS) en 1957. Junto con los doctores Ruperto Pérez Muñoz y Javier Palacios Macedo, dio inicio en la década de los 50 a la “época moderna” de la Cirugía Cardíaca en México.

## Carrera
Pérez-Redondo se doctoró en 1942 (México), e inició su carrera como médico cirujano general en el Hospital General de México. Fue al poco tiempo de terminar su estancia en el Hospital Gerenal cuando obtuvo una beca otorgada por el Dr. Gustavo Baz para estudiar en Estados Unidos donde se doctoró como especialista en cirugía cardiaca.
Fue alumno aventajado del doctor Charles Philamore Bailey a quien conoció durante su corta estancia en el New York Medical College. El Dr Bailey fue un pionero en la reparación de válvula mitral y fue este quién le introdujo a la cirugía torácica. Bailey lo tomó bajo su tutela y lo llevó a Filadelfia a Hahnemann University, convenciéndolo de terminar su especialidad allí en dónde Bailey era director. 
A su regreso a México, Pérez-Redondo practicó las enseñanzas de Bailey en reparación de válvula mitral y fue nombrado jefe de Servicio en el Hospital General del Centro Médico “la Raza”.

## Antecedentes de la Cardiología en México
En 1924, se integraron los pabellones 12 y 18 del Hospital General de la Ciudad de México a cargo de los cardiólogos mexicanos Guillermo Bosque Pichardo y Enrique Arce Gómez. El 16 de julio de 1927 se integró, el pabellón 21 del dicho hospital, un servicio integral de cardiología fundado por Ignacio Chávez; se incluyeron laboratorio clínico, laboratorio de fisiología, rayos X, el primer electrocardiógrafo que hubo en México y, lo más importante, la enseñanza de la cardiología como especialidad.
El 19 de abril de 1944 se inauguró en la Ciudad de México, el Instituto Nacional de Cardiología. En 1949, el doctor Charles P. Bailey, ayudado por Héctor Pérez-Redondo, operó la primera válvula mitral. El 19 de septiembre de 1953, el Dr. Héctor Pérez-Redondo efectuó la primera comisurotomía mitral en el IMSS-México.
El primer enfermo que se operó en el Instituto de Cardiología, el 4 de febrero de 1957 con circulación extracorpórea, siendo el segundo en México, fue intervenido por el Dr. Robles. Se trató de una niña con diagnóstico de comunicación interauricular y estenosis pulmonar, pero los resultados no fueron buenos ya que la niña falleció a las cuatro horas en el posoperatorio. El tercer enfermo fue operado el día 11 de febrero del mismo año por el Dr. Héctor Pérez-Redondo en el Hospital General de la Raza del Seguro Social. Se trató de un paciente con comunicación interventricular, en el que también se utilizó un oxigenador de burbujas. Ese mismo año dicho cirujano reportó sus resultados, sin haber mortalidad en los cinco pacientes operados y portadores todos de comunicación interventricular.
Desde 1959, el doctor Pérez-Redondo y Rodolfo Limón Lasson desarrollaron en el Instituto de Cardiología reconocidos cuidados intensivos en los enfermos operados a corazón abierto.
Entre sus amistades más cercanas contaba al Dr. Denton Cooley, el Dr. Pérez-Redondo realizó numerosos viajes a Houston Heart INstitute donde siguió las enseñanzas de este renombrado Dr. El conocimiento adquirido le permitió salvar miles de vidas a lo largo de su carrera en el seguro social. 
Después de 35 años de servicio en el IMSS, el Dr Pérez-Redondo se jubiló, aunque siguió acudiendo cotidianamente para mantenerse al tanto y prestar sus servicios conforme fuesen requeridos, lo que eventualmente le valió la certificación como decano por parte el IMSS

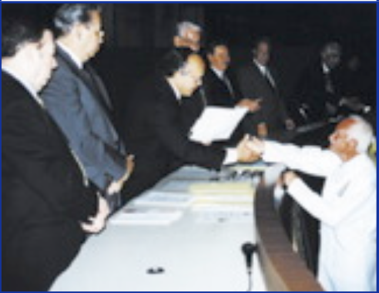
Héctor Pérez Redondo, recibiendo la certificación como decano de la cirugía del IMSS

## Obras
- Surgery of the Mitral Valve,Surgery of the Mitral Valve, 1952

- Pérez-Redondo H, Limón-Lason R, Pérez-Muñoz R, Salgado EJL. Tratamiento quirúrgico de la persistencia del conducto arterioso

con muy severa hipertensión pulmonar (casos llamados inoperables o de muy alta mortalidad). Única serie en México de 13 
enfermos operados sin mortalidad. Cir Ciruj 1970; 37: 129-135.  PDF
- Division, or ligation of patent ductus arteriosus? Alberto Rangel,* Héctor Pérez-Redondo,** Javier Farell, Marcelo Noé Basave, Carlos Zamora. Volumen 13, Número 4, octubre – diciembre de 2002, pp 158 – 161  PDF